# New Britain (Connecticut)
New Britain is een plaats (city) in de Amerikaanse staat Connecticut, en valt bestuurlijk gezien onder Hartford County.

## Demografie
Bij de volkstelling in 2000 werd het aantal inwoners vastgesteld op 71.538.
In 2006 is het aantal inwoners door het United States Census Bureau geschat op 70.746, een daling van 792 (-1.1%).

## Geografie
Volgens het United States Census Bureau beslaat de plaats een oppervlakte van
34,7 km², waarvan 34,5 km² land en 0,2 km² water. New Britain ligt op ongeveer 58 m boven zeeniveau.

## Geboren in New Britain
- Paul Manafort (1949), jurist, lobbyist en politiek adviseur

## Plaatsen in de nabije omgeving
De onderstaande figuur toont nabijgelegen 'incorporated' en 'census-designated' plaatsen in een straal van 16 km rond New Britain.